# Agrokor
Агрокор је највећа приватна компанија у Хрватској. Данас, Агрокор запошљава преко 31.000 људи. Примарне делатности компаније су производња и дистрибуција хране и пића, као и малопродаја, а неки од најпознатијих робних марки у власништву Агрокора су Фриком, Дијамант, ИДЕА, Јамница и др. Главни стратешки циљ компаније је да заузме водећу позицију у региону.
Од 1. априла 2019. године Агрокор више не постоји, а пословање се преноси на ново предузеће — Фортенова групу.

## Структура
Агрокор:
- Конзум
- ИДЕА
- Дијамант
- Звијезда
- Ледо
- Фриком
- Јамница
- Сарајевски кисељак
- ПИК Врбовец
- Кикиндски млин
- Беље
- Подрум Младина
- Солана Паг